# Andrea Schönborn
Andrea Schönborn es una deportista alemana que compitió para la RFA en natación. Ganó una medalla de bronce en el Campeonato Europeo de Natación de 1981, en la prueba de 4 × 100 m estilos.

## Palmarés internacional
| Campeonato Europeo | Campeonato Europeo | Campeonato Europeo | Campeonato Europeo |
| Año                | Lugar              | Medalla            | Prueba             |
| ------------------ | ------------------ | ------------------ | ------------------ |
| 1981               | Split (Yugoslavia) | Medalla de bronce  | 4 × 100 m estilos  |